# Oreochromis esculentus
Oreochromis esculentus е африкански вид риба от семейство Цихлиди. Той е обитател на езерата Виктория и Каняболи и съседните на тях водоеми в Кения, Танзания и Уганда. Живее в сладоводни езера и блата.
Рибата е особено ценена от местните рибари, сред които е известна като ngege. Поради привнесения във Виктория нилски костур популацията на рибата рязко спада. През последните 20 години броят им в езерото намалява с 80%. В допълнение на екологичната заплаха хората оказват натиск върху популацията в резултат на интензивен риболов.